# 台湾の普通型高級中等学校一覧
台湾の高級中等学校一覧（たいわんのこうきゅうちゅうがくいちらん）は、台湾の普通型高級中等学校の一覧。

## 台北市
松山区
- 台北市立西松高級中学（公式サイト）
- 台北市立中崙高級中学（公式サイト）

信義区
- 台北市立松山高級中学（公式サイト）
- 台北市立永春高級中学（公式サイト）
- 私立祐徳高級中学（公式サイト）

大安区
- 国立台湾師範大学附属高級中学（公式サイト）
- 台北市立和平高級中学（公式サイト）
- 私立延平高級中学（公式サイト）
- 私立金甌女子高級中学（公式サイト）
- 私立開平高級中学（公式サイト）

中山区
- 台北市立中山女子高級中学（公式サイト）
- 台北市立大同高級中学（公式サイト）
- 台北市立大直高級中学（公式サイト）
- 私立中興中学（公式サイト）
- 私立大同高級中学（公式サイト）

中正区
- 台北市立建国中学（公式サイト）
- 台北市立成功中学（公式サイト）
- 台北市立第一女子高級中学（公式サイト）
- 私立強恕中学（公式サイト）

大同区
- 台北市立明倫高級中学（公式サイト）
- 台北市立成淵高級中学（公式サイト）
- 私立天主教静修中学校（公式サイト）

万華区
- 台北市立華江高級中学（公式サイト）
- 台北市立大理高級中学（公式サイト）
- 私立立人高級中学（公式サイト）

文山区
- 国立政治大学附属中学（公式サイト）
- 台北市立景美女子中学（公式サイト）
- 台北市立万芳高級中学（公式サイト）
- 私立東山高級中学（公式サイト）
- 私立滬江高級中学（公式サイト）
- 私立大誠高級中学（公式サイト）
- 私立再興中学（公式サイト）
- 私立景文高級中学（公式サイト）

南港区
- 台北市立南港高級中学（公式サイト）
- 台北市立育成高級中学（公式サイト）

内湖区
- 台北市立内湖高級中学（公式サイト）
- 台北市立麗山高級中学（公式サイト）
- 台北市立南湖高級中学（公式サイト）
- 私立文徳女子中学（公式サイト）
- 私立方済中学（公式サイト）
- 私立達人女子中学（公式サイト）

士林区
- 台北市立陽明高級中学（公式サイト）
- 台北市立百齡高級中学（公式サイト）
- 私立泰北中学（公式サイト）
- 私立衛理女子中学（公式サイト）
- 私立華興中学（公式サイト）

北投区
- 台北市立復興高級中学（公式サイト）
- 台北市立中正高級中学（公式サイト）
- 私立薇閣高級中学（公式サイト）
- 私立十信高級中学（公式サイト）

## 新北市
板橋区
- 新北市立板橋高級中学（公式サイト）
- 国立華僑実験高級中学（公式サイト）
- 新北市立海山高級中学（公式サイト）
- 私立光仁高級中学（公式サイト）
- 新北市立光復高級中学

三重区
- 新北市立新北高級中学（公式サイト）
- 新北市立三重高級中学（公式サイト）
- 私立格致高級中学（公式サイト）
- 私立金陵女子高級中学（公式サイト）
- 私立東海高級中学（公式サイト）

永和区
- 新北市立永平高級中学（公式サイト）

中和区
- 新北市立中和高級中学（公式サイト）
- 新北市立錦和高級中学（公式サイト）
- 私立竹林高級中学（公式サイト）
- 私立南山高級中学（公式サイト）

新荘区
- 新北市立新荘高級中学（公式サイト）
- 新北市立丹鳳高級中学（公式サイト）
- 私立恒毅高級中学（公式サイト）

新店区
- 新北市立新店高級中学（公式サイト）
- 新北市立安康高級中学（公式サイト）
- 私立崇光女子中学（公式サイト）
- 私立及人高級中学（公式サイト）

土城区
- 新北市立清水高級中学（公式サイト）
- 私立福瑞斯特高級中学（公式サイト）

蘆洲区
- 新北市立三民高級中学（公式サイト）
- 私立徐匯高級中学（公式サイト）

汐止区
- 新北市立秀峰高級中学（公式サイト）
- 私立崇義高級中学（公式サイト）

樹林区
- 新北市立樹林高級中学（公式サイト）

三峽区
- 新北市立明徳高級中学（公式サイト）
- 新北市立北大高級中学
- 私立辞修高級中学（公式サイト）

淡水区
- 新北市立竹圍高級中学（公式サイト）
- 私立淡江高級中学（公式サイト）

泰山区
- 新北市立泰山高級中学（公式サイト）

林口区
- 新北市立林口高級中学（公式サイト）
- 私立醒吾高級中学（公式サイト）

石碇区
- 新北市立石碇高級中学（公式サイト）

八里区
- 私立聖心女子高級中学（公式サイト）

双渓区
- 新北市立双渓高級中学（公式サイト）

金山区
- 新北市立金山高級中学（公式サイト）

## 台中市
南区
- 私立明徳中学（公式サイト）

西区
- 台中市立台中女子高級中学（公式サイト）
- 台中市立忠明高級中学（公式サイト）

北区
- 台中市立台中第一高級中等学校（公式サイト）
- 台中市立台中第二高級中等学校（公式サイト）
- 私立新民高級中学（公式サイト）
- 私立暁明女子中学（公式サイト）

西屯区
- 台中市立文華高級中等学校（公式サイト）
- 東海大学附属高級中学（公式サイト）
- 私立宜寧高級中学（公式サイト）

南屯区
- 台中市立恵文高級中学（公式サイト）
- 私立嶺東高級中学（公式サイト）

北屯区
- 私立衛道高級中学（公式サイト）

大里区
- 国立中興大学附属高級中学（公式サイト）
- 台中市立大里高級中学（公式サイト）
- 私立大明高級中学（公式サイト）
- 私立僑泰高級中学（公式サイト）
- 私立青年高級中学（公式サイト）
- 私立立人高級中学（公式サイト）

太平区
- 台中市立長億高級中学 （公式サイト）
- 私立華盛頓高級中学 （公式サイト）
- 私立慈明高級中学（公式サイト）

霧峰区
- 私立明台高級中学（公式サイト）

豊原区
- 台中市立豊原高級中学（公式サイト）

神岡区
- 台中市立神岡工業高級中学

后里区
- 台中市立后綜高級中学（公式サイト）

潭子区
- 私立常春藤高級中学（公式サイト）
- 私立弘文高級中学（公式サイト）

東勢区
- 私立玉山高級中学（公式サイト）

新社区
- 台中市立新社高級中学（公式サイト）

清水区
- 台中市立清水高級中学（公式サイト）
- 私立嘉陽高級中学（公式サイト）

梧棲区
- 台中市立中港高級中学（公式サイト）

大甲区
- 台中市立大甲高級中学（公式サイト）

烏日区
- 私立明道高級中学（公式サイト）

龍井区
- 台中市立龍津高級中学

## 台南市
安平区
- 私立慈済高級中学（公式サイト）

安南区
- 私立瀛海高級中学（公式サイト）
- 台南市立土城高級中学（公式サイト）

中西区
- 国立台南女子高級中学 (公式サイト)
- 国立台南家齊高校 (公式サイト)

東区
- 国立台南第一高級中学（公式サイト）
- 長栄高校（公式サイト）
- 私立長栄女子高級中学（公式サイト）
- 私立光華女子高級中学（公式サイト）
- 私立徳光女子高級中学（公式サイト）

南区
- 台南市立南寧高級中学（公式サイト）
- 私立六信高級中学（公式サイト）

北区
- 国立台南第二高級中学（公式サイト）
- 私立崑山高級中学（公式サイト）
- 私立聖功女子高級中学（公式サイト）

新営区
- 国立新営高級中学（公式サイト）
- 私立南光高級中学（公式サイト）
- 私立興国高級中学（公式サイト）

永康区
- 国立台南大学附属中学（公式サイト）
- 台南市立大湾高級中学（公式サイト）
- 台南市立永仁高級中学（公式サイト）

塩水区
- 私立明達高級中学（公式サイト）

麻豆区
- 私立黎明高級中学（公式サイト）

佳里区
- 国立北門高級中学（公式サイト）

新化区
- 国立新化高級中学（公式サイト）

善化区
- 国立善化高級中学（公式サイト）

柳営区
- 私立新栄高級中学（公式サイト）
- 私立鳳和高級中学（公式サイト）

後壁区
- 国立後壁高級中学（公式サイト）

西港区
- 私立港明高級中学（公式サイト）

帰仁区
- 国立新豊高級中学（公式サイト）

## 高雄市
三民区
- 高雄市立高雄高級中学（公式サイト）
- 高雄市立三民高級中学（公式サイト）
- 私立立志高級中学（公式サイト）

鳳山区
- 国立鳳山高級中学（公式サイト）
- 国立鳳新高級中学（公式サイト）
- 高雄市立福誠高級中学（公式サイト）
- 私立正義高級中学（公式サイト）

苓雅区
- 国立高雄師範大学附属中学（公式サイト）
- 高雄市立中正高級中学（公式サイト）
- 高雄市立瑞祥高級中学（公式サイト）
- 私立復華高級中学（公式サイト）
- 私立道明高級中学（公式サイト）

左営区
- 高雄市立左営高校（公式サイト）
- 高雄市立新荘高級中学（公式サイト）

楠梓区
- 高雄市立楠梓高級中学（公式サイト）
- 高雄市立中山高級中学（公式サイト）
- 国立中山大学附属国光高級中学（公式サイト）

小港区
- 高雄市立小港高級中学（公式サイト）

橋頭区
- 国立高科実験高級中学

岡山区
- 国立岡山高校（公式サイト）

旗山区
- 国立旗美高級中学（公式サイト）

鼓山区
- 高雄市立鼓山高級中学（公式サイト）
- 私立大栄高級中学（公式サイト）
- 私立明誠高級中学（公式サイト）

前鎮区
- 高雄市立前鎮高級中学（公式サイト）
- 高雄市立瑞祥高級中学（公式サイト）

林園区
- 高雄市立林園高級中学（公式サイト）

路竹区
- 高雄市立路竹高級中学（公式サイト）

仁武区
- 高雄市立仁武高級中学（公式サイト）

大寮区
- 私立楽育高級中学（公式サイト）

六亀区
- 高雄市立六亀高級中学（公式サイト）

前金区
- 高雄市立高雄女子高級中学（公式サイト）

新興区
- 高雄市立新興高級中学（公式サイト）

鳥松区
- 高雄市立文山高級中学（公式サイト）

大樹区
- 私立普門高級中学（公式サイト）
- 私立義大国際高級中学（公式サイト）

## 基隆市
中山区
- 輔大聖心高級中学（公式サイト）
- 基隆市立中山高級中学（公式サイト）

暖暖区
- 国立基隆高級中学（公式サイト）
- 基隆市立暖暖高級中学（公式サイト）

中正区
- 私立二信高級中学（公式サイト）
- 基隆市立八斗高級中学（公式サイト）

安楽区
- 基隆市立安楽高級中学（公式サイト）

信義区
- 国立基隆女子中学（公式サイト）

## 新竹市
東区
- 国立科学工業園区実験高級中学（公式サイト）
- 国立新竹女子高級中学（公式サイト）
- 国立新竹高級中学（公式サイト）
- 私立光復高級中学（公式サイト）
- 私立曙光女子高級中学（公式サイト）
- 私立世界高級中学（公式サイト）
- 新竹市立建功高級中学（公式サイト）

北区
- 私立磐石高級中学（公式サイト）
- 新竹市立成徳高級中学（公式サイト）

香山区
- 新竹市立香山高級中学（公式サイト）

## 嘉義市
東区
- 国立嘉義高級中学（公式サイト）
- 私立興華高級中学（公式サイト）
- 私立仁義高級中学（公式サイト）
- 私立嘉華高級中学（公式サイト）
- 私立輔仁高級中学（公式サイト）
- 私立宏仁女子高級中学（公式サイト）
- 私立立仁高級中学（公式サイト）

西区
- 国立嘉義女子高級中学（公式サイト）

## 桃園市
桃園区
- 桃園市立桃園高級中等学校（公式サイト）
- 桃園市立武陵高級中学（公式サイト）
- 桃園市立陽明高級中学（公式サイト）
- 私立振声高級中学（公式サイト）

中壢区
- 国立中央大学附属中壢高級中学（公式サイト）
- 桃園市立内壢高級中学（公式サイト）
- 私立啓英高級中学（公式サイト）

平鎮区
- 私立復旦高級中学（公式サイト）
- 桃園市立平鎮高級中等学校（公式サイト）
- 私立育達高級中学（公式サイト）
- 私立六和高級中学（公式サイト）

八徳区
- 桃園市立永豊高級中学（公式サイト）
- 私立新興高級中学（公式サイト）

楊梅区
- 桃園市立楊梅高級中学（公式サイト）
- 私立大華高級中学（公式サイト）
- 私立治平高級中学（公式サイト）

大渓区
- 桃園市立大溪高級中学（公式サイト）
- 私立至善高級中学（公式サイト）

蘆竹区
- 桃園市立南崁高級中学（公式サイト）

亀山区
- 桃園市立寿山高級中学（公式サイト）
- 私立光啓高級中学（公式サイト）

龍潭区
- 私立泉僑高級中学（公式サイト）
- 桃園市立龍潭高級中学

大園区
- 桃園市立大園国際高級中学（公式サイト）
- 私立大興高級中学（公式サイト）

新屋区
- 桃園市立新屋高級中学
- 私立清華高級中学（公式サイト）

復興区
- 桃園市立羅浮高級中学

## 新竹県
竹北市
- 国立竹北高級中学（公式サイト）
- 新竹県立六家高級中学
- 私立義民高級中学（公式サイト）

関西鎮
- 国立関西高等学校（公式サイト）

竹東鎮
- 国立竹東高級中学（公式サイト）
- 私立東泰高級中学（公式サイト）

湖口郷
- 新竹県立湖口高級中学（公式サイト）

新豊郷
- 私立忠信高級中学（公式サイト）
- 私立仰徳高級中学（公式サイト）

## 苗栗県
苗栗市
- 国立苗栗高級中学（公式サイト）
- 私立建台高級中学（公式サイト）

竹南鎮
- 国立竹南高級中学（公式サイト）
- 私立君毅高級中学（公式サイト）

頭份鎮
- 苗栗県立興華高級中学（公式サイト）
- 私立大成高級中学（公式サイト）

苑裡鎮
- 国立苑裡高級中学（公式サイト）
- 苗栗県立苑裡高級中学（公式サイト）

卓蘭鎮
- 国立卓蘭実験高級中学（公式サイト）
- 私立全人実験高級中学（公式サイト）

## 彰化県
彰化市
- 国立彰化女子中学（公式サイト）
- 国立彰化高級中学（公式サイト）
- 私立精誠高級中学（公式サイト）
- 私立正徳高級中学（公式サイト）
- 彰化県立彰化芸術高級中学（公式サイト）

鹿港鎮
- 国立鹿港高級中学（公式サイト）

和美鎮
- 国立和美実験学校（公式サイト）

員林鎮
- 国立員林高級中学（公式サイト）

渓湖鎮
- 国立渓湖高級中学（公式サイト）
- 彰化県立成功高級中学（公式サイト）

田中鎮
- 私立文興高級中学（公式サイト）
- 彰化県立田中高級中学（公式サイト）

二林鎮
- 彰化県立二林高級中学（公式サイト）

## 南投県
南投市
- 国立南投高級中学（公式サイト）
- 国立中興高級中学（公式サイト）
- 私立五育高級中学（公式サイト）

埔里鎮
- 国立曁南国際大学附属高級中学（公式サイト）
- 私立普台高級中学（公式サイト）

草屯鎮
- 南投県立旭光高級中学（公式サイト）

竹山鎮
- 国立竹山高級中学（公式サイト）

名間郷
- 私立弘明実験高級中学（公式サイト）

魚池郷
- 私立三育実験完全中学（公式サイト）

## 雲林県
斗六市
- 国立斗六高級中学（公式サイト）
- 私立正心高級中学（公式サイト）
- 維多利亜双語実験高級中学（公式サイト）

斗南鎮
- 雲林県立斗南高級中学（公式サイト）

虎尾鎮
- 国立虎尾高級中学（公式サイト）
- 私立揚子高級中学（公式サイト）

土庫鎮
- 私立永年高級中学（公式サイト）

北港鎮
- 私立巨人高級中学（公式サイト）

林内郷
- 私立義峰高級中学（公式サイト）

古坑郷
- 私立福智高級中学

大埤郷
- 私立崇先高級中学（公式サイト[リンク切れ]）

麦寮郷
- 雲林県立麦寮高級中学（公式サイト）

四湖郷
- 私立文生高級中学（公式サイト）

## 嘉義県
朴子市
- 国立東石高級中学（公式サイト）

太保市
- 国立嘉科実験高級中学

大林鎮
- 私立同済高級中学（公式サイト）

民雄郷
- 私立協同高級中学（公式サイト）

竹崎郷
- 嘉義県立竹崎高中（公式サイト）

新港郷
- 国立新港芸術高級中学（公式サイト）

## 屏東県
屏東市
- 国立屏東女子高級中学（公式サイト）
- 国立屏東高級中学（公式サイト）
- 屏東県立大同高級中学（公式サイト）
- 私立屏栄高級中学（公式サイト）
- 私立陸興高級中学（公式サイト）
- 国立屏科実験高級中学

潮州鎮
- 国立潮州高級中学（公式サイト）

東港鎮
- 私立新基高級中学（公式サイト）
- 屏東県立東港高級中学（公式サイト）

塩埔郷
- 国立屏北高級中学（公式サイト）

内埔郷
- 私立美和高級中学（公式サイト）

枋寮郷
- 屏東県立枋寮高級中学（公式サイト）

来義郷
- 屏東県立来義高級中学（公式サイト）

## 台東県
台東市
- 国立台東大学附属体育高級中学（公式サイト）
- 国立台東女子高級中学（公式サイト）
- 国立台東高級中学（公式サイト）
- 私立育仁高級中学（公式サイト）

蘭嶼郷
- 台東県立蘭嶼高級中学（公式サイト）

## 宜蘭県
宜蘭市
- 国立蘭陽女子高級中学（公式サイト）
- 国立宜蘭高級中学（公式サイト）

羅東鎮
- 国立羅東高級中学（公式サイト）

壮囲郷
- 私立中道高級中学（公式サイト）

員山郷
- 私立慧灯高級中学（公式サイト）

南澳郷
- 宜蘭県立南澳高級中学（公式サイト）

## 花蓮県
花蓮市
- 国立花蓮女子高級中学（公式サイト）
- 国立花蓮高級中学（公式サイト）
- 花蓮県立体育実験高級中学（公式サイト）
- 私立四維高級中学（公式サイト）
- 私立慈済大学附属高級中学（公式サイト）

玉里鎮
- 国立玉里高級中学（公式サイト）

新城郷
- 私立海星高級中学（公式サイト）

## 澎湖県
馬公市
- 国立馬公高級中学（公式サイト）

## 金門県
金城鎮
- 国立金門高級中学（公式サイト）

## 連江県
南竿郷
- 国立馬祖高級中学（公式サイト）